# USS Drexler (DD-741)
USS Drexler (DD-741) là một tàu khu trục lớp Allen M. Sumner được Hải quân Hoa Kỳ chế tạo trong Chiến tranh Thế giới thứ hai. Nó là chiếc tàu chiến duy nhất của Hải quân Mỹ được đặt theo tên Thiếu úy Hải quân Henry Clay Drexler (1901-1924), người đã tử nạn khi tìm cách dập tắt một đám cháy hầm đạn trên tàu tuần dương hạng nhẹ Trenton (CL-11), và được truy tặng Huân chương Danh dự. Nó chỉ hoạt động một thời gian ngắn trong Thế Chiến II, khi bị máy bay tấn công cảm tử Kamikaze đánh chìm ngoài khơi Okinawa vào ngày 28 tháng 5 năm 1945. Drexler được tặng thưởng một Ngôi sao Chiến trận do thành tích phục vụ trong Thế Chiến II.

## Thiết kế và chế tạo
Drexler được đặt lườn tại xưởng tàu của hãng Bath Iron Works Corp. ở Bath, Maine vào ngày 24 tháng 4 năm 1944. Nó được hạ thủy vào ngày 3 tháng 9 năm 1944; được đỡ đầu bởi bà L. A. Drexler, mẹ Thiếu úy Drexler, và nhập biên chế vào ngày 14 tháng 11 năm 1944 dưới quyền chỉ huy của Trung tá Hải quân Ronald Lee Wilson.

## Lịch sử hoạt động
Drexler khởi hành từ Norfolk, Virginia vào ngày 23 tháng 1 năm 1945 để hộ tống cho tàu sân bay Bon Homme Richard (CV-31) đi Trinidad, và sau đó tiếp tục hành trình đi sang khu vực Thái Bình Dương, đi đến San Diego, California vào ngày 10 tháng 2. Nó lại lên đường ba ngày sau đó để đi Trân Châu Cảng, nơi nó thực hành phòng không và bắn phá bờ biển cho đến ngày 23 tháng 2. Chiếc tàu khu trục hộ tống một đoàn tàu đi Guadalcanal và Ulithi, nơi tập trung lực lượng cho cuộc đổ bộ lên Okinawa. Nó rời Ulithi vào ngày 27 tháng 3 năm 1945 để hướng đến Okinawa, nơi nó đảm nhiệm một vai trò nguy hiểm là cột mốc radar canh phòng nhằm cảnh báo sớm cho lực lượng đặc nhiệm các cuộc không kích tự sát của đối phương.
Lúc 07 giờ 00 ngày 28 tháng 5, hai máy bay Kamikaze đã tấn công Drexler và Lowry (DD-770). Chiếc thứ nhất bị bắn rơi bởi hỏa lực phòng không phối hợp của hai chiếc tàu khu trục và máy bay tiêm kích tuần tra chiến đấu trên không (CAP); chiếc thứ hai thoạt tiên nhắm vào Lowry nhưng bị trượt, thay vào đó nó đâm thẳng vào Drexler. Cú đâm trúng đã làm mất điện cả con tàu tàu và gây ra những đám cháy xăng lớn. Cho dù bị hư hại nặng, nó vẫn tiếp tục chiến đấu, trợ giúp vào việc bắn rơi hai máy bay tấn công liền ngay sau cú đâm trúng.
Đến 07 giờ 30, một máy bay Kamikaze thứ hai, một chiếc máy bay ném bom Yokosuka P1Y1 "Frances" hai động cơ, lại đâm trúng Drexler, khiến nó bị lật úp và chìm nhanh chóng trong vòng chưa đầy một phút, ở tọa độ 27°6′B 127°38′Đ / 27,1°B 127,633°Đ. Do bị đắm quá nhanh, tổn thất nhân mạng của nó rất nặng nề, với 158 người tử trận và 52 người khác bị thương; Trung tá Wilson hạm trưởng nằm trong số những người bị thương.

## Phần thưởng
Drexler được tặng thưởng một Ngôi sao Chiến trận do thành tích phục vụ trong Thế Chiến II.